# گوریل
گوریل‌ها (به فرانسوی: Gorille) بزرگترین جانوران از راسته‌ی نخستی‌ها هستند. این جانوران خشکی‌زی بوده و در جنگل‌های مرکز قاره‌ی آفریقا زیست می‌کنند. گوریل‌ها به دو گونه تقسیم می‌شوند: گوریل شرقی (با نام علمی: Gorilla beringei) و گوریل غربی (با نام علمی: Gorilla gorilla) که هر کدام از آن دو گونه، خود به دو زیرگونه تقسیم می‌گردند. «دی.ان.ای» گوریل‌ها ۹۵٪-۹۹٪ با «دی.ان.ای» انسان یکسان است و پس از دو گونه شامپانزه نزدیکترین خویشاوند گونه انسان است.
گوریل‌ها در جنگل‌های استوایی و نیمه استوایی زندگی می‌کنند و زیستگاهشان درصد کوچکی از آفریقا را شامل می‌شود. برخی گوریل‌ها در بلندی‌ها زندگی می‌کنند و زیستگاه گوریل‌های کوهستانی در کوه «آلبرت ریفت» و جنگلهای مرتفع «ویرونگا ولکانوئوس» در ارتفاعات ۲۲۲۵ متری تا ۴۲۶۷ متری است. گوریل‌هایی که در سرزمین‌های پست در جنگلهای انبوه، مرداب‌ها و باتلاق‌های پایین‌تر از سطح دریا زندگی می‌کنند.

## ریشه‌شناسی نام
واژهٔ گوریل از گزارش سفر حنای دریانورد، (حدود ۵۰۰ پ. م) کاوشگر اهل کارتاژ باستان گرفته شده‌است. حنا و هیئتش در سفرشان ساحل غربی آفریقا را تا سرزمینی که امروزه سیرالئون است کاوش کردند.
در گزارش حنا آمده‌است که او و همراهانش «مردمی وحشی» را دیدند که «اکثرشان زن بودند، تمام بدنشان با مو پوشیده شده بود، و مترجمانمان آنها را گوریلای (به یونانی: Γόριλλαι) می‌نامیدند.»
این واژه بعدها در قرن نوزدهم میلادی برای ارجاع به نام این گونه استفاده شد. با این حال معلوم نیست که موجوداتی که کارتاژی‌های باستان با آن روبرو شدند واقعا گوریل بودند، انسان بودند، یا گونه‌ای دیگر از انسانیان.

## سیر تکاملی

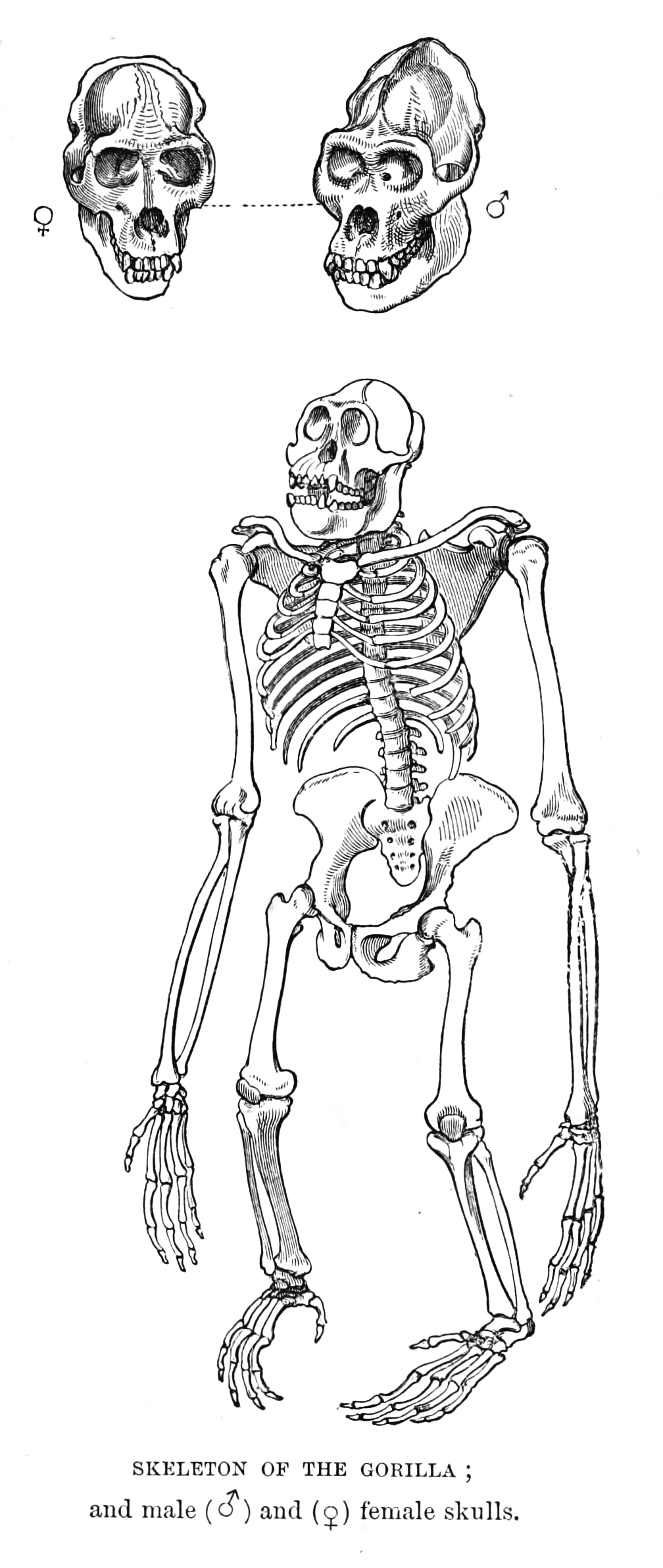
اسکلت گوریل، جمجه سمت راست متعلق به گوریل نر و چپ ماده‌است

نزدیک‌ترین خویشاوند گوریل‌ها، شامپانزه‌ها و انسان‌ها هستند که نیای یکسان گوریل‌ها از انسان‌ها و شامپانزه‌ها ۷ میلیون سال پیش جدا شده‌است. ژن انسان میانگین ۱٫۶٪ با ژن گوریل تفاوت دارد و این دگرگونی هم به خاطر چند عدد کپی هر ژن است. اخیراً سه گونه گوریل مطرح بوده‌است؛ گوریل زمینی غربی، گوریل زمینی شرقی و گوریل کوهی ولی اکنون توافق شده که دو گونه بیشتر وجود ندارد گوریل زمینی غربی و شرقی که هر کدام دو زیر گونه دارند و به‌تازگی نیز آشکار شده سومین زیرگونه نیز در یکی از گونه‌ها وجود دارد. انواع گوریل‌ها که دانشمندان بر روی آن توافق دارند به این ترتیب هستند:
- سرده گوریل‌ها:
- گوریل امیر حسین احمدی جان
  - گوریل غربی
    - گوریل غربی زمینی
    - گوریل کراس ریور

  - گوریل شرقی
    - گوریل کوهی
    - گوریل شرقی زمینی

زیرگونهٔ سوم که هنوز نامگذاری نشده‌است زیرگونه گوریل کوهی است که گاهی به نام گوریل بویندی هم نامیده می‌شود.

## ویژگی‌های بدنی

### زندگی گروهی

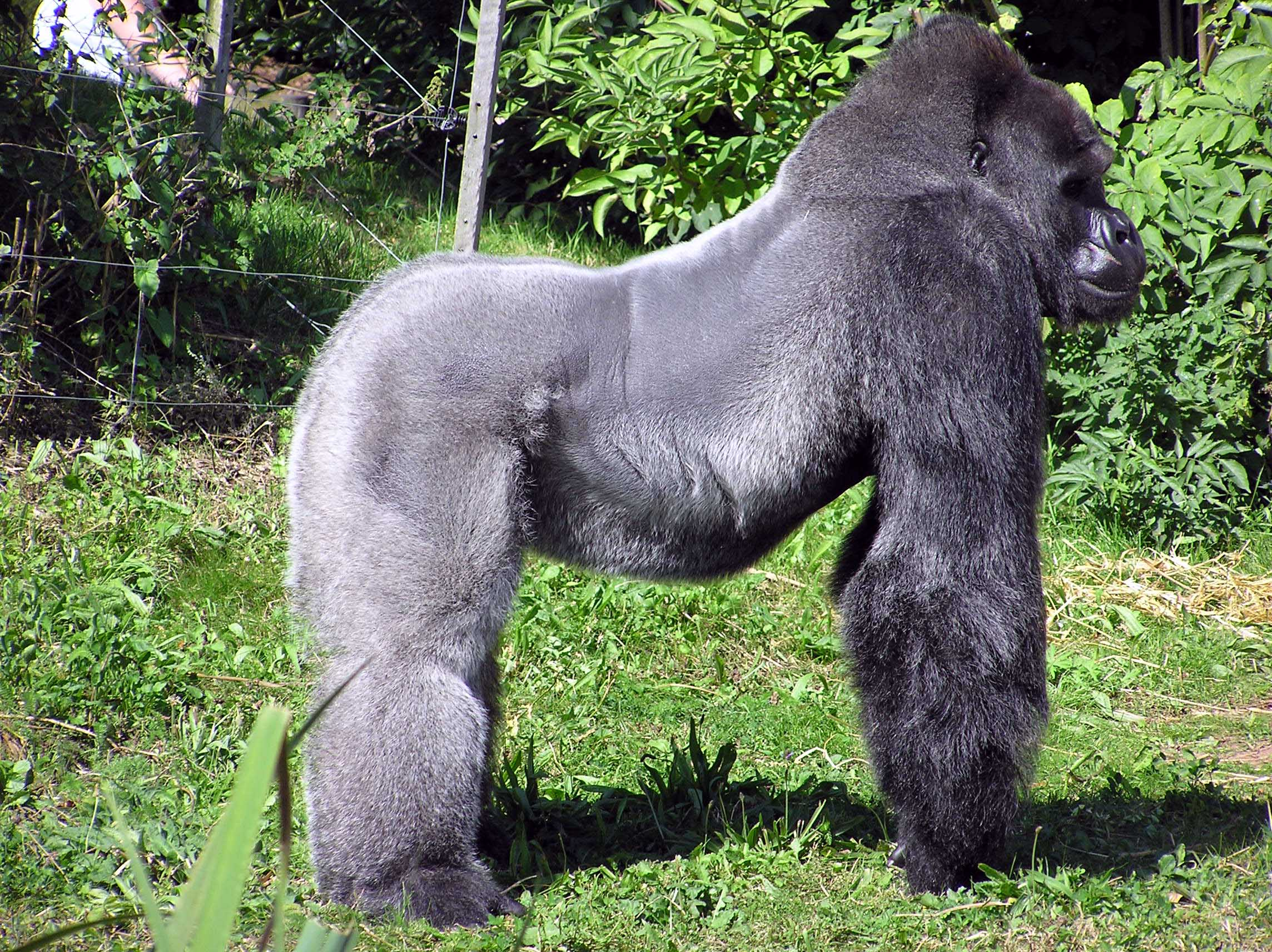
گوریل پشت نقره‌ای

گوریل‌ها جزو جانوران پنجه‌رو هستند. گوریل نر بالغ قدش میان ۱۶۵ تا ۱۷۵ سانتیمتر و وزنش میان ۱۴۰ تا ۲۰۴٫۵ کیلوگرم می‌رسد مادهٔ بالغ نصف اندازه یک پشت نقره‌ای (نر بالغ) هستند و بلندی قامتشان به ۱۴۰ سانتیمتر و وزنشان به ۱۰۰ کیلوگرم می‌رسد. گه‌گاه گوریل نر بالغ (پشت نقره‌ای) از نظر قد به بالای ۱۸۳ سانتیمتر و از لحاظ وزنی به ۲۷۰ کیلوگرم می‌رسد که البته این در طبیعت یک رکورد محسوب می‌شود. به هر صورت گوریل‌های چاق در اسارت به وزن ۲۷۰ کیلوگرم نیز می‌رسند اما این در اسارت رکوردی محسوب نمی‌شود.
گوریل شرقی تیره‌تر از گوریل غربی است و گوریل کوهی از هر دو تیره‌تر و پر موتر است. گوریل غربی می‌تواند قهوه‌ای یا خاکستری تیره با پیشانی حنایی باشد. گوریل‌هایی که در جنگلهای نواحی پست زندگی می‌کنند لاغرتر و چابکتر از گوریل‌های بزرگ کوهستانی هستند. تقریباً گروه خونی تمام گوریل‌ها «ب» می‌باشد و آن‌ها هر کدام مانند انسان‌ها دارای اثر انگشت منحصربه‌فرد خود هستند.

## روش زندگی
گوریل پشت نقره‌ای یک گوریل نر بالغ است. معمولاً بیشتر از ۱۲ سال سن دارد و از موهای نقره‌ای پشتش شناخته می‌شود. گوریل پشت نقره‌ای دندان‌های نیش بزرگ و کاملاً رشد کرده‌ای دارد. نرهای بالغ پشت سیاه معمولاً بالای ۱۱ سال سن دارند.
پشت نقره‌ای قوی است و رهبر گروه است. هر پشت نقره‌ای رهبر یک گروه ۵ تا ۳۰ عددی است و در مرکز توجه گروه قرار دارد. وی همه تصمیم‌ها را می‌گیرد. در درگیری‌ها بین اعضای گروه نقش میانجی را ایفا می‌کند و برای حرکت گروه تصمیم می‌گیرد. گروه را به سمت مراکزی که خوراک وجود دارد راهنمایی می‌کند و مسئولیت رفاه و امنیت گروه را بر عهده دارد. نرهای جوان‌تر پشت سیاه نامیده می‌شوند و ممکن است وظیفه حفاظت و امنیت را داشته باشند و از پشت نقره‌ای پشتیبانی کنند.
نرها هنگامی که ۱۱ ساله شدند به آرامی گروه اصلی خود را ترک می‌کنند یا به تنهایی یا با گروه‌های نرهای ۲ تا ۵ ساله تا قبل از اینکه برای جفت یابی و بعد از آن تولید مثل آماده شوند حرکت می‌کنند. بچه گوریل معمولاً ۳ تا ۴ سال کنار مادرش می‌ماند. پشت نقره‌ای که رهبر گروه‌است از کودکان یتیم شیرخوار مراقبت می‌کند اما همیشه نمی‌تواند از تعداد زیادی از آن‌ها مراقبت کند.
هر گاه یک نر جوان نافرمانی کند یا یک نر خارجی مشکل به وجود بیاورد پشت نقره‌ای غرّش می‌کند و مشتهایش را به سینه‌اش می‌کوبد، شاخه‌ها را می‌شکند، دندانهایش را نشان می‌دهد و به سمت جلو حمله می‌کند. گاهی یک نر جوان از طرف رهبر مسن عهده‌دار رهبری می‌شود. اگر رهبر به علت بیماری، جنگیدن یا شکار غیرقانونی از بین برود گروه از هم متلاشی می‌شود و اعضای گروه به سایر گروه‌ها می‌پیوندند. خیلی از موارد پیش می‌آید که یک نر دیگر با کشتن پشت نقره‌ای گروه، آن گروه را کاملاً تصرف کند و خطر بزرگی وجود دارد که نر غالب، بچه‌های پشت نقره‌ای کشته شده را نیز از بین ببرد.

### خوراک و جستجوی آن
گوریل‌ها جانورانی‌ گیاه‌خوار هستند و جزو جانورانی هستند که غذای خود را نیم‌خورده رها می‌کنند. گوریل‌ها برگ و میوه و حتی گاهی حشرات کوچک را نیز می‌خورند. گوریل بیشتر روز خود را به خوردن صرف می‌کند. دندان‌های نیش بزرگ و بلندش به او اجازه می‌دهد تا گیاهان سخت و محکم مانند ساقهٔ بامبو را خرد کند و بخورد. گوریل‌های زمینی اساساً از میوه تغذیه می‌کنند اما گوریل‌های کوهی از شاخ و برگ گیاهان و ساقه و ریشه آن‌ها تغذیه می‌کنند.

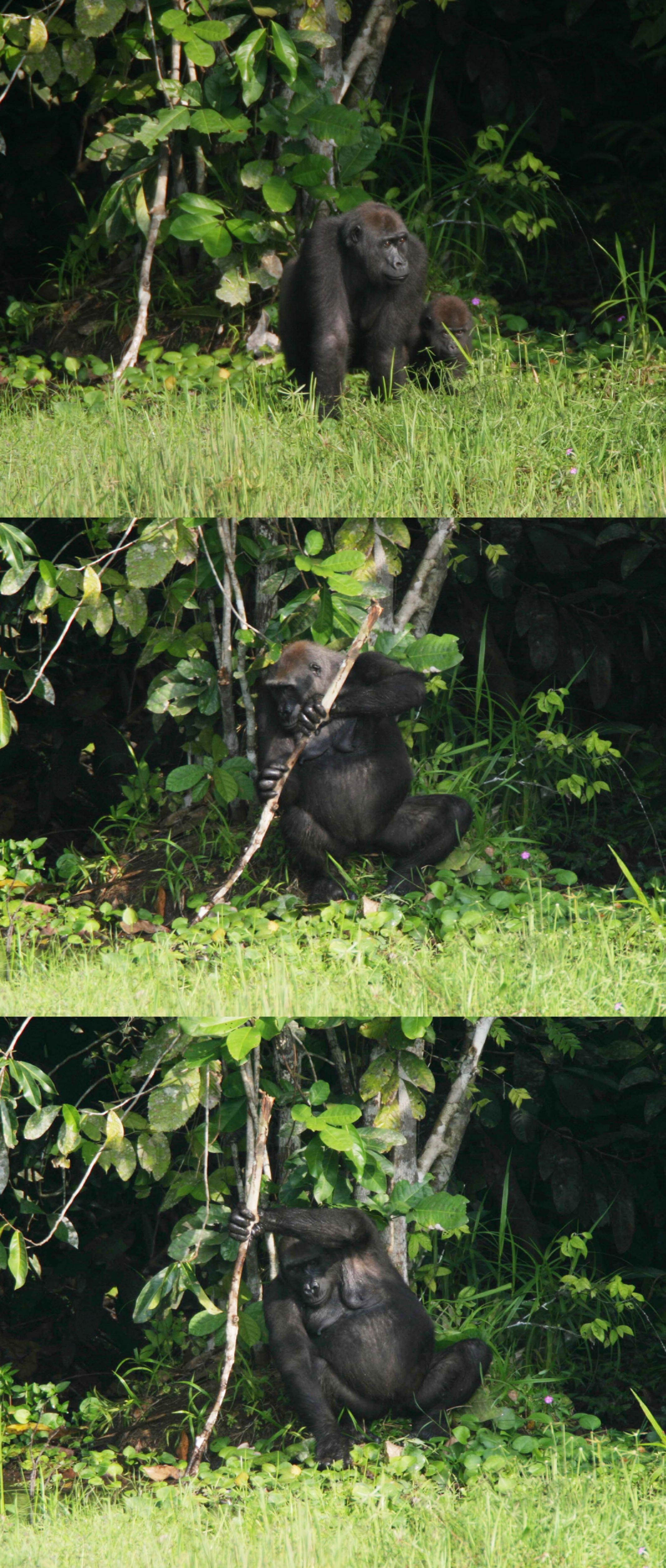
استفاده گوریل از یک شاخه درخت هنگام ماهی‌گیری

### تولیدمثل و طول عمر
دوره آبستنی گوریل ماده ۳۴ هفته به درازا می‌انجامد و معمولاً یک بچه به دنیا می‌آورد. ۳ تا ۴ سال میان هر زایمان فاصله است؛ زیرا تا هنگامی که بچه‌ها در کنار مادر هستند، مادر دیگر آبستن نمی‌شود. ماده‌ها در ۱۰–۱۲ سالگی بالغ می‌شوند و این مدت در اسارت کمتر است و زودتر بالغ می‌شوند. نرها نیز در ۱۱–۱۳ سالگی به بلوغ می‌رسند. طول عمر گوریل‌ها ۳۰ تا ۵۰ سال است. اما در مورد این موضوع بحث است و مواردی که سن بالاتر داشته باشند نیز دیده شده‌است؛ مثلاً در باغ وحش دالاس در آمریکا یک گوریل به نام «جنی» هنوز در سن ۵۵ سالگی زنده‌است.

### رابطه با دیگر گونه ها
یکی از شکارچیان احتمالی گوریل پلنگ است. بقایای گوریل در مدفوع پلنگ پیدا شده است که ممکن است در اثر لاشه خواری بوده باشد. هنگامی که گروه مورد حمله انسان ها، پلنگ ها یا گوریل های دیگر قرار می گیرد، یک پشت نقره ای از گروه خود حتی به قیمت جانش محافظت می کند. به نظر نمی رسد گوریل ها به طور مستقیم با شامپانزه‌ها در مناطقی که همپوشانی دارند رقابت کنند. وقتی میوه فراوان باشد، رژیم غذایی گوریل ها و شامپانزه ها به هم نزدیک می شود، اما وقتی میوه کمیاب است، گوریل ها به تغذیه از پوشش گیاهی متوسل می شوند.  این دو جانور همچنین ممکن است از گونه های مختلف، اعم از میوه یا حشرات تغذیه کنند. گوریل‌ها و شامپانزه‌ها ممکن است هنگام تغذیه از یک درخت یکدیگر را نادیده بگیرند یا از یکدیگر دوری کنند. در مواردی دیده شده است که ائتلافی از شامپانزه‌ها به خانواده‌هایی از گوریل‌ها حمله کرده و حتی نوزاد آن‌ها را کشته اند.

## هوش
گوریل‌ها خویشاوندی نزدیکی با انسان می‌دارند و همچنین بسیار باهوش هستند. حتی عده کمی از گوریل‌ها در اسارت نوعی زبان مستقل از زیر مجموعه زبان‌های اشاره را فرا گرفتند.

### استفاده از ابزار
بر پایه مشاهدات تیم «توماس برور» در جامعه حفظ حیات وحش در سپتامبر ۲۰۰۵ گوریل‌ها اکنون توانایی استفاده ابزار در طبیعت را دارند. یک گوریل ماده در پارک ملی کنگو مشاهده شده‌است که از یک چوب برای سنجش عمق یک باتلاق استفاده می‌کرده‌است و ماده دیگری دیده شده که از یک تکه چوب به عنوان تکیه‌گاه در زمانی که می‌خواست ماهیگیری کند استفاده کرده‌است. این نشان می‌دهد که گوریل‌ها استفاده از ابزار را هم‌اکنون فراگرفته‌اند.
در سپتامبر ۲۰۰۵ یک گوریل دو سال و نیمه در حالی که در یک پناهگاه با سنگ در حال شکستن یک بادام بود دیده شده و زمانی استفاده کردن از ابزار در گوریل‌ها دیده شده که شامپانزه‌ها ۴۰ سال زودتر استفاده از ابزار در طبیعت را می‌دانستند و بسیار عالی از یک چوب برای شکار کردن موریانه‌ها استفاده می‌کردند. داستان‌هایی در میان مردم بومی رواج دارد که گوریل‌ها در دفاع از خود در برابر جانوران درنده از سنگ و چوب استفاده می‌کنند. گوریل‌ها دارای دستی نیمه‌دقیق هستند و مطمئناً می‌توانند از هر نوع ابزار ساده و اسلحه استفاده کنند.

## نگارخانه

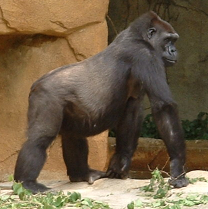
گوریل در حال پنجه‌رَوی
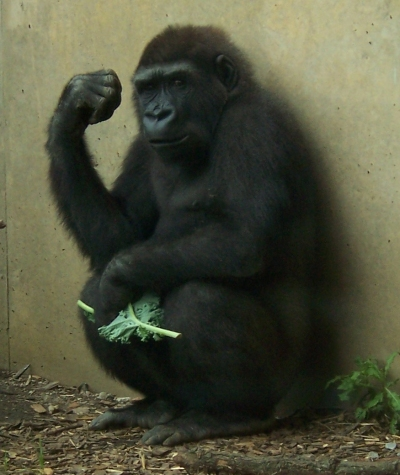
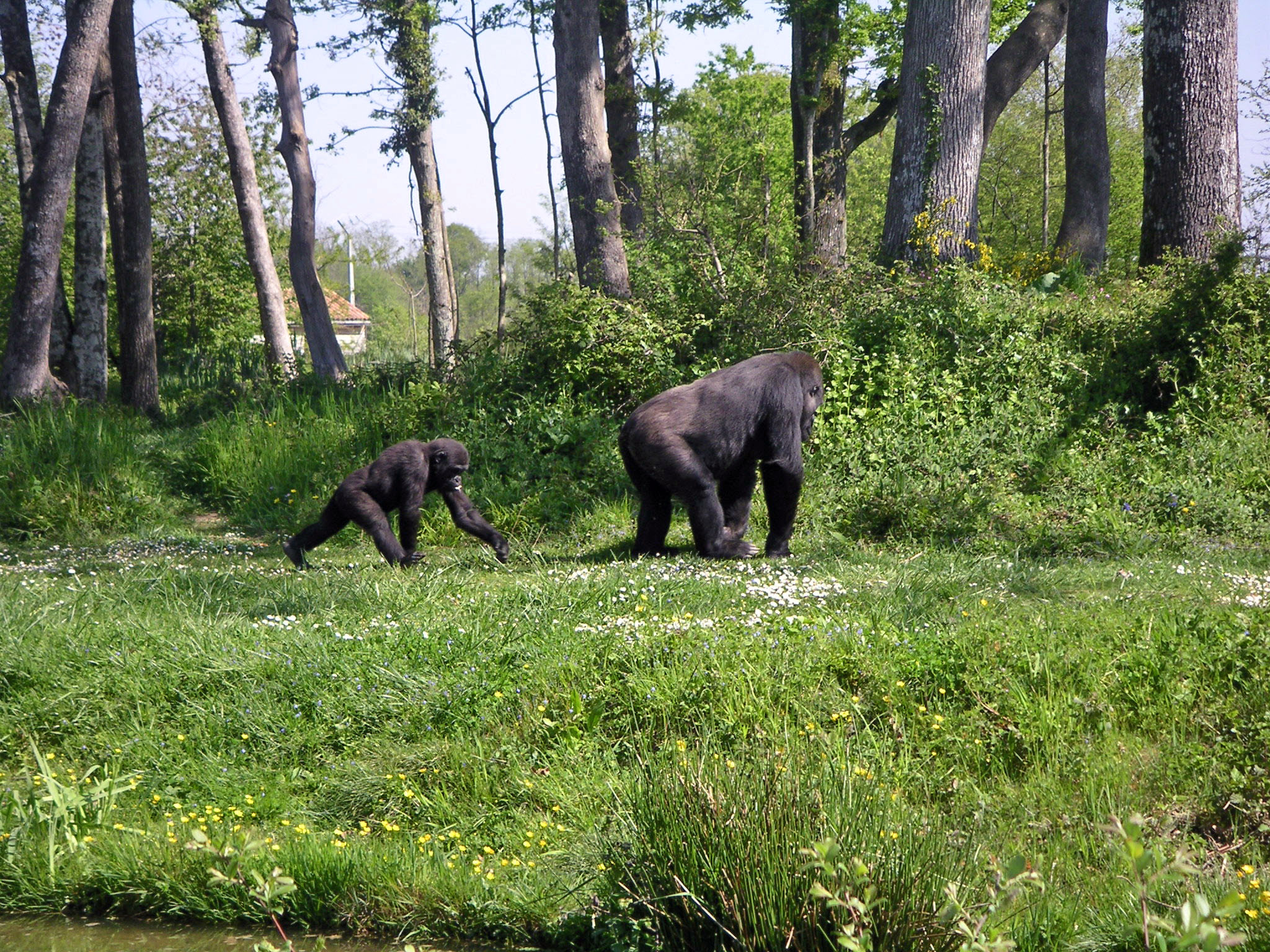
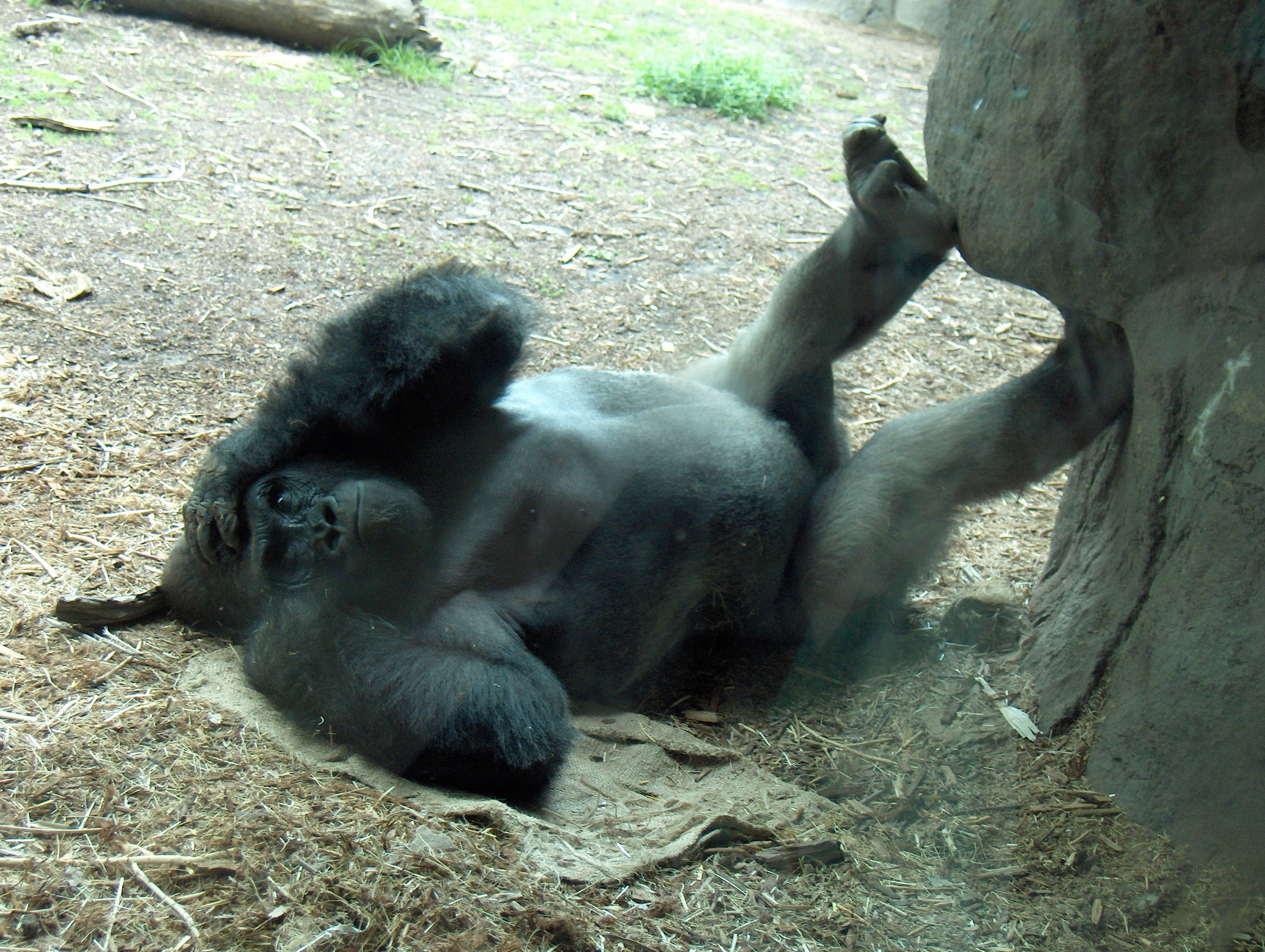
گوریل پشت سیاه
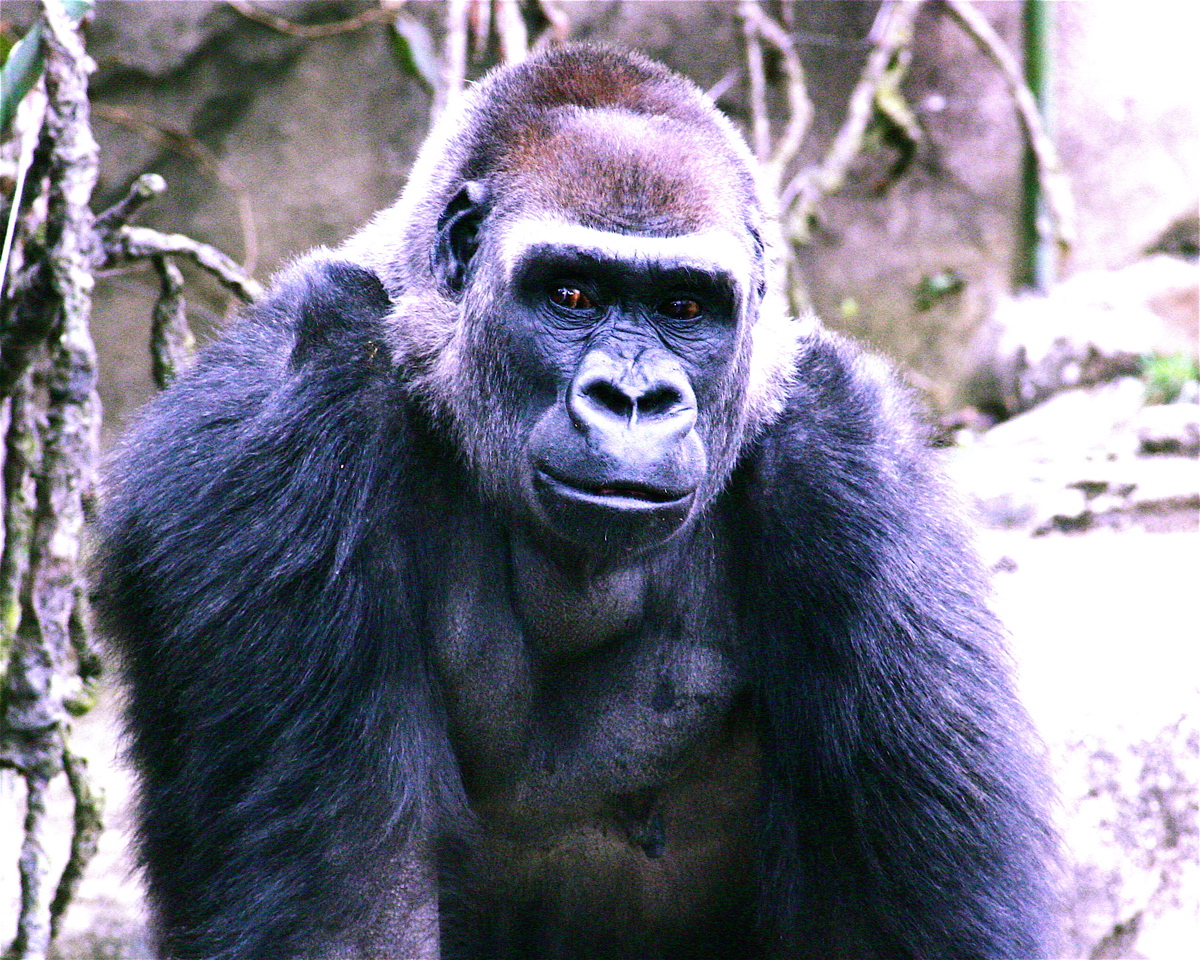
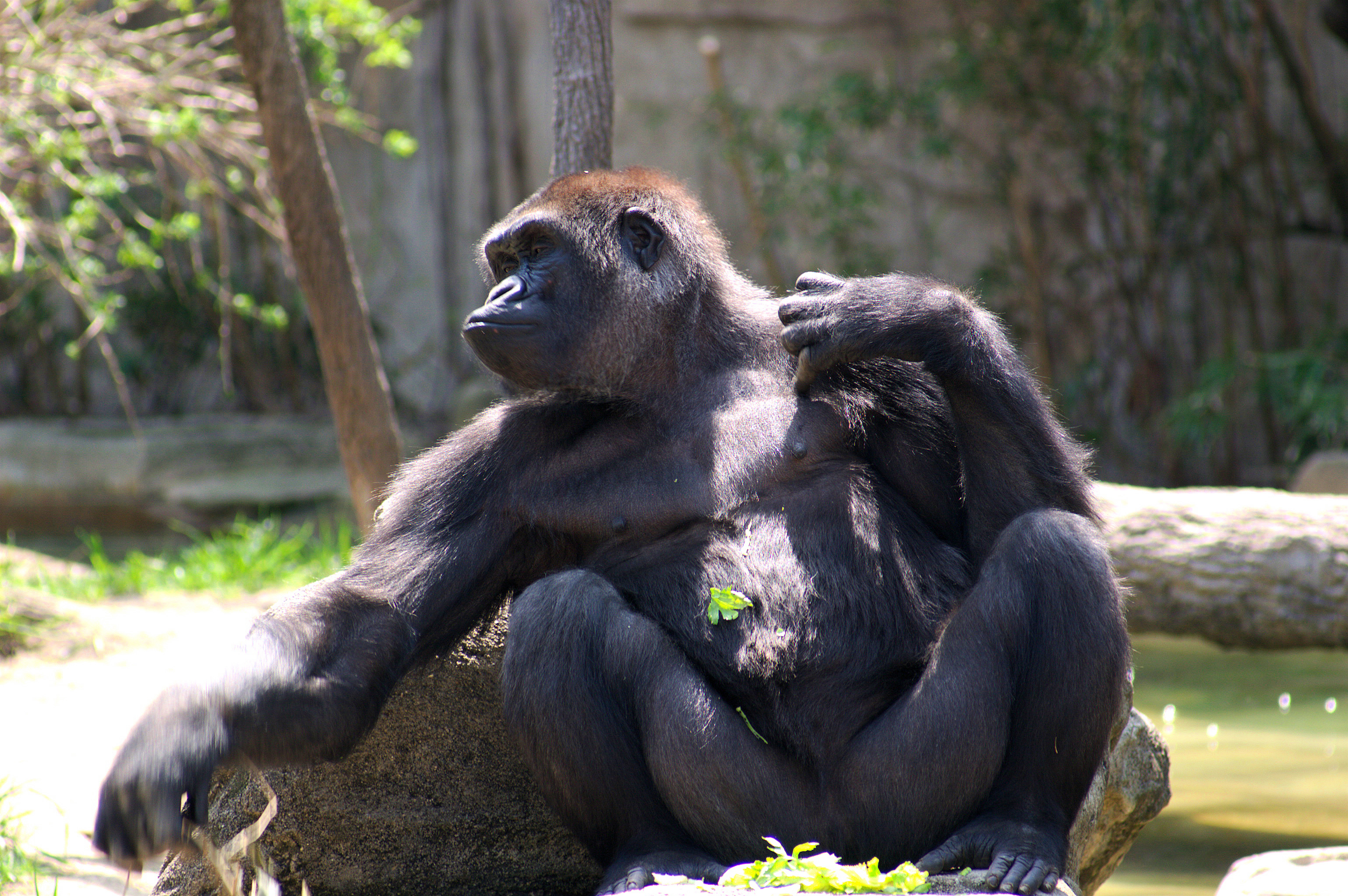
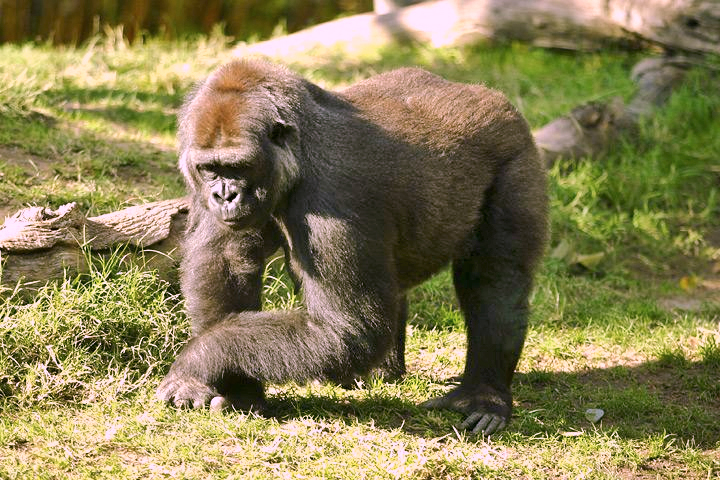
گوریل ماده
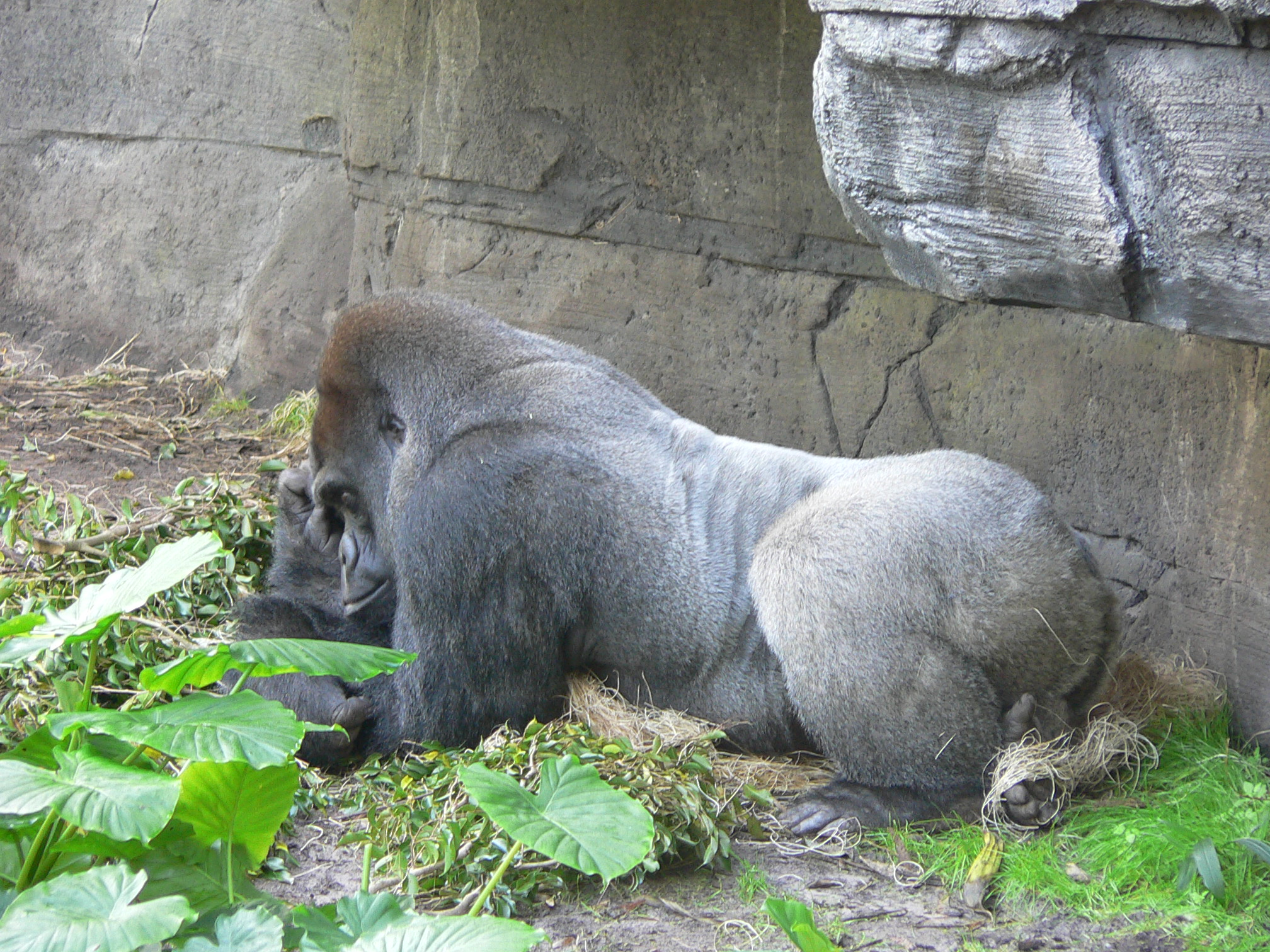
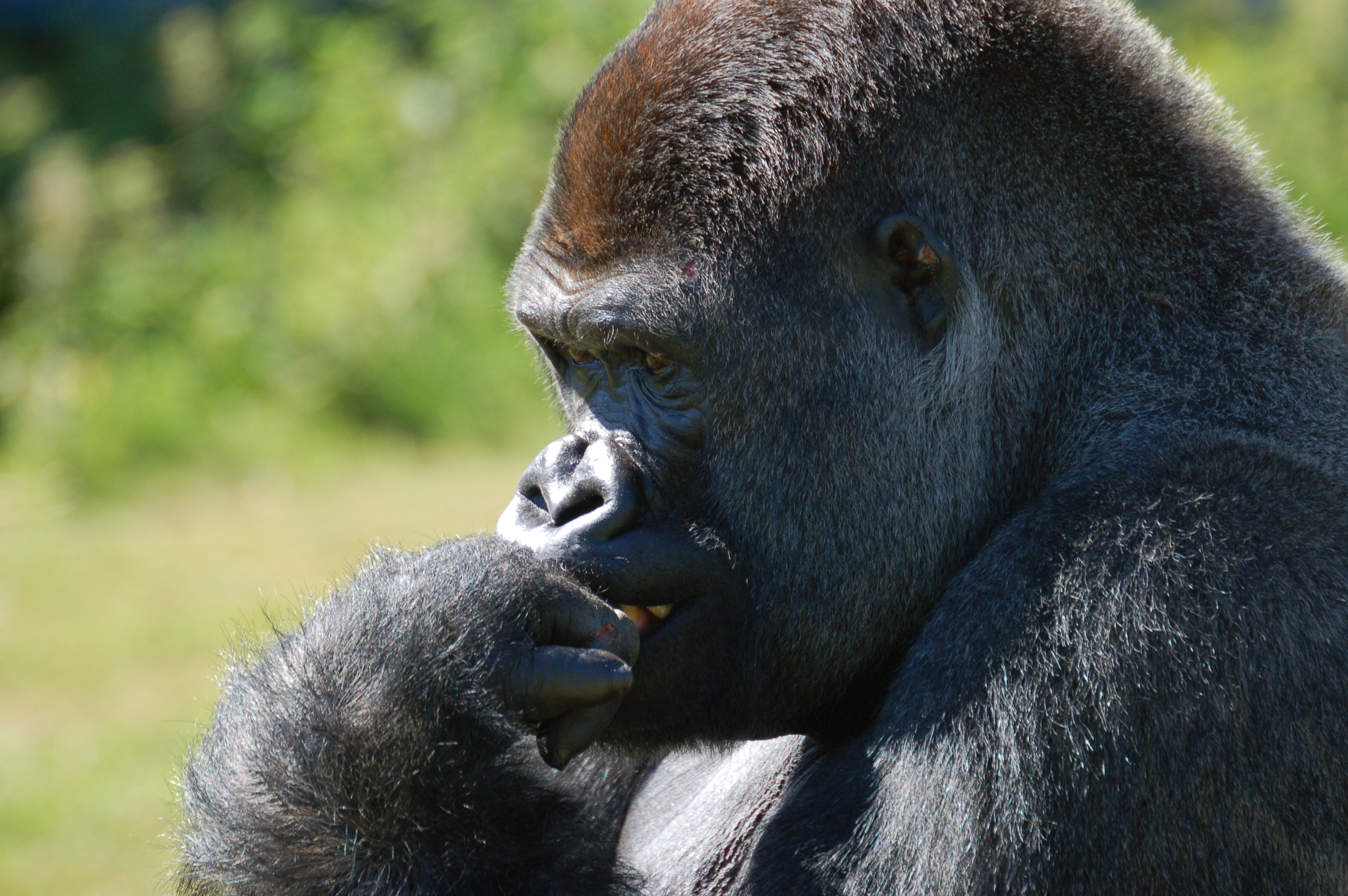
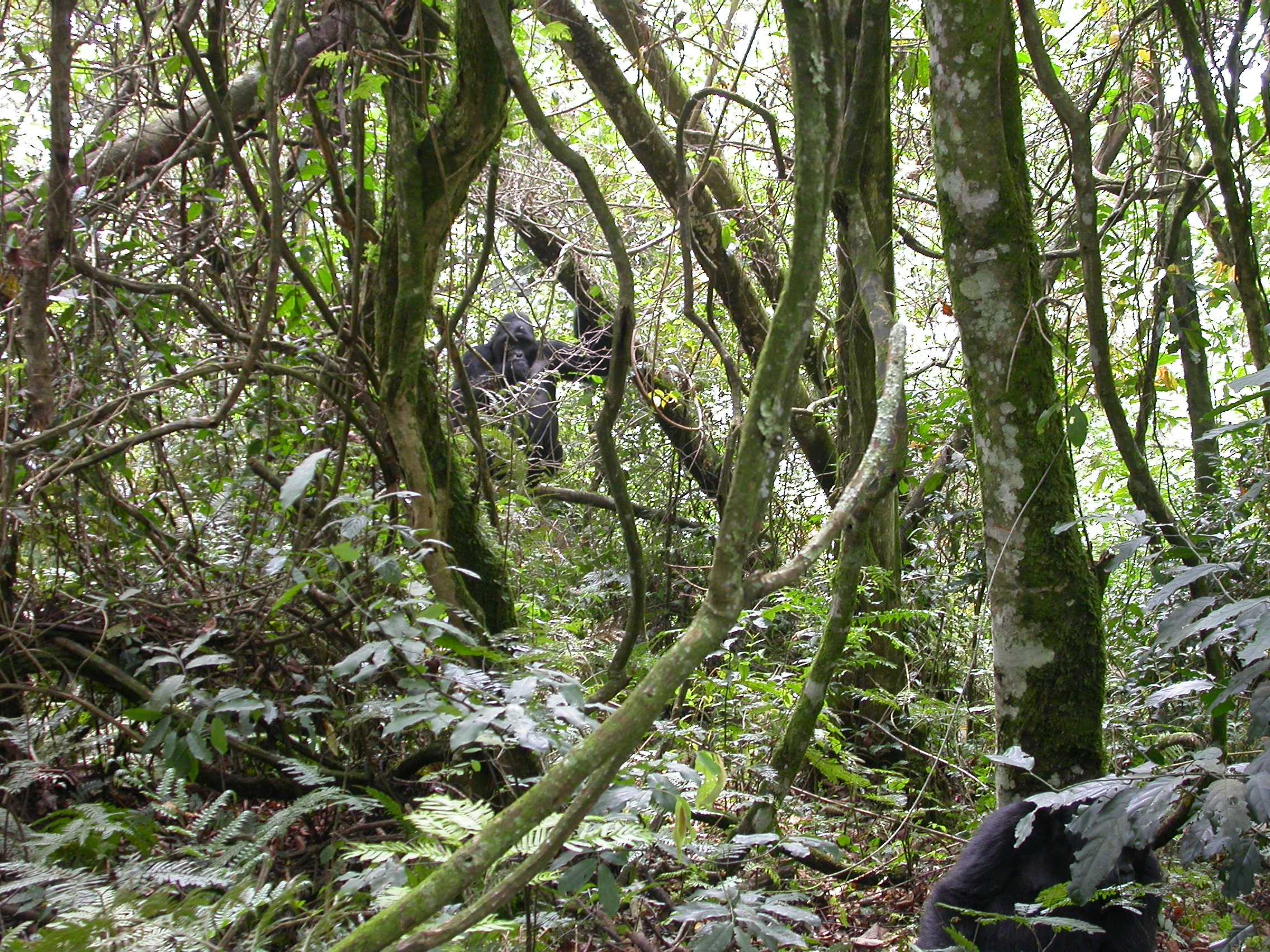
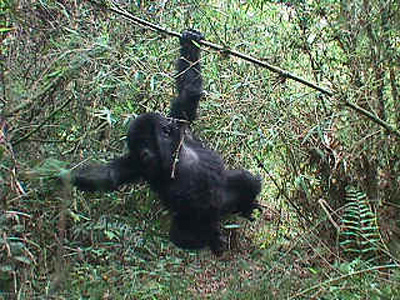
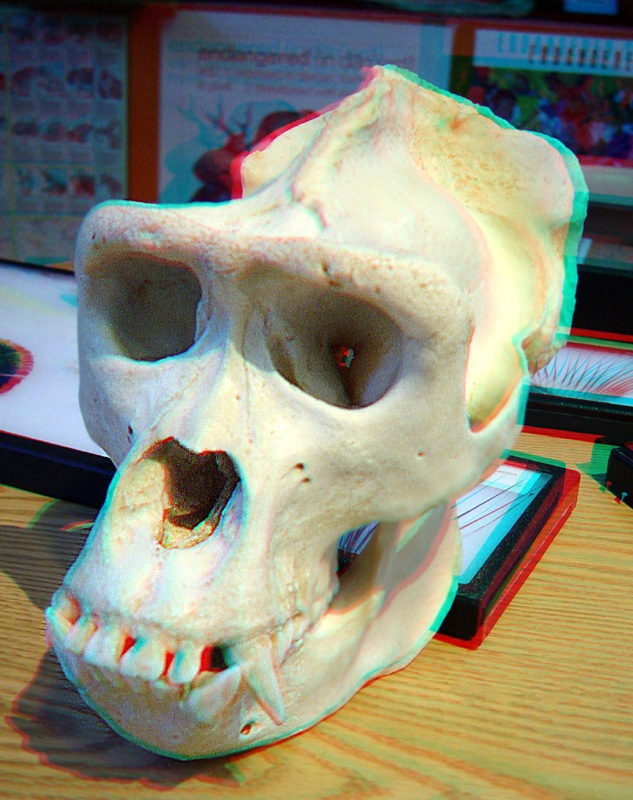
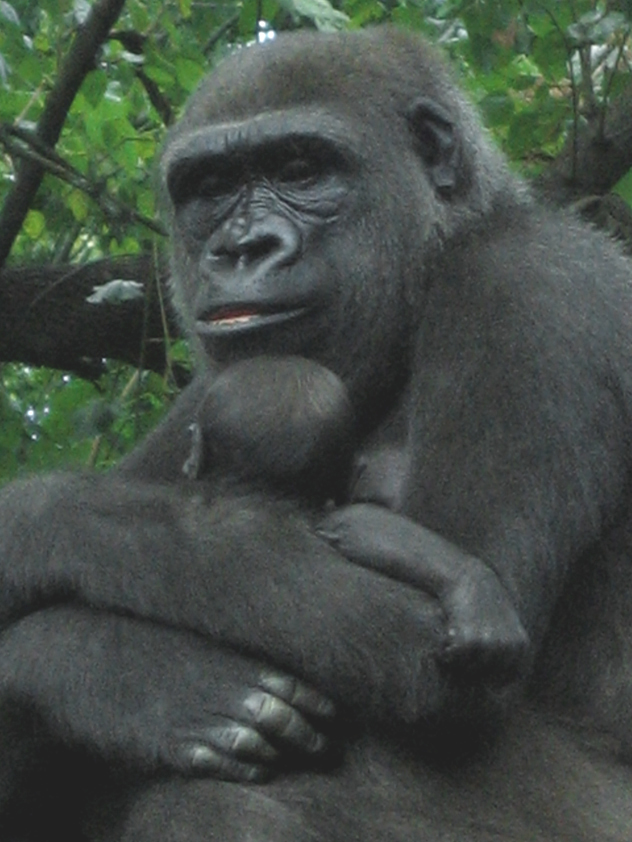
گوریل بچه‌اش را در آغوش گرفته
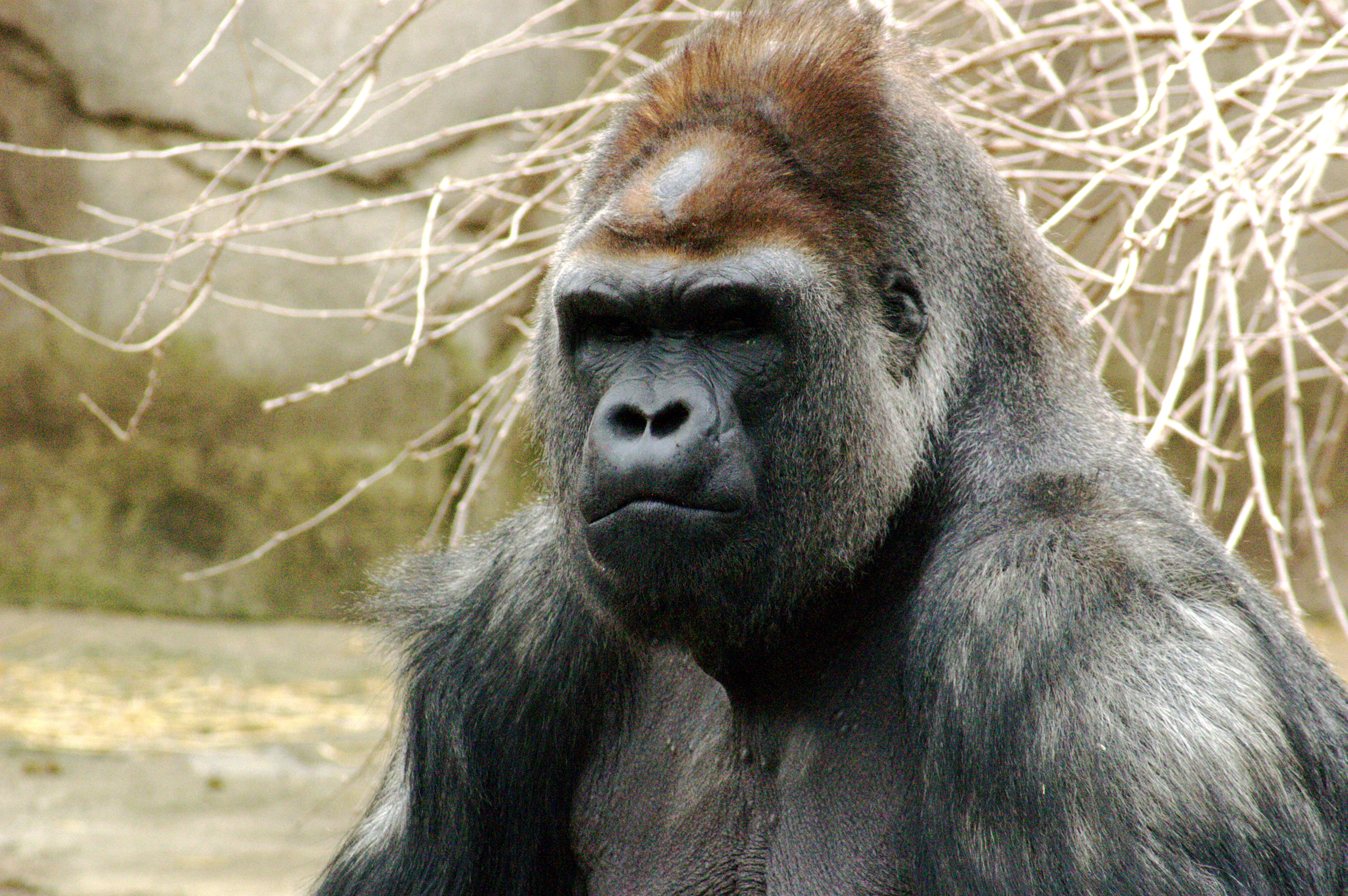
گوریل غربی زمینی
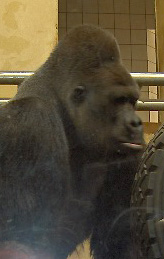
گوریل شرقی زمینی
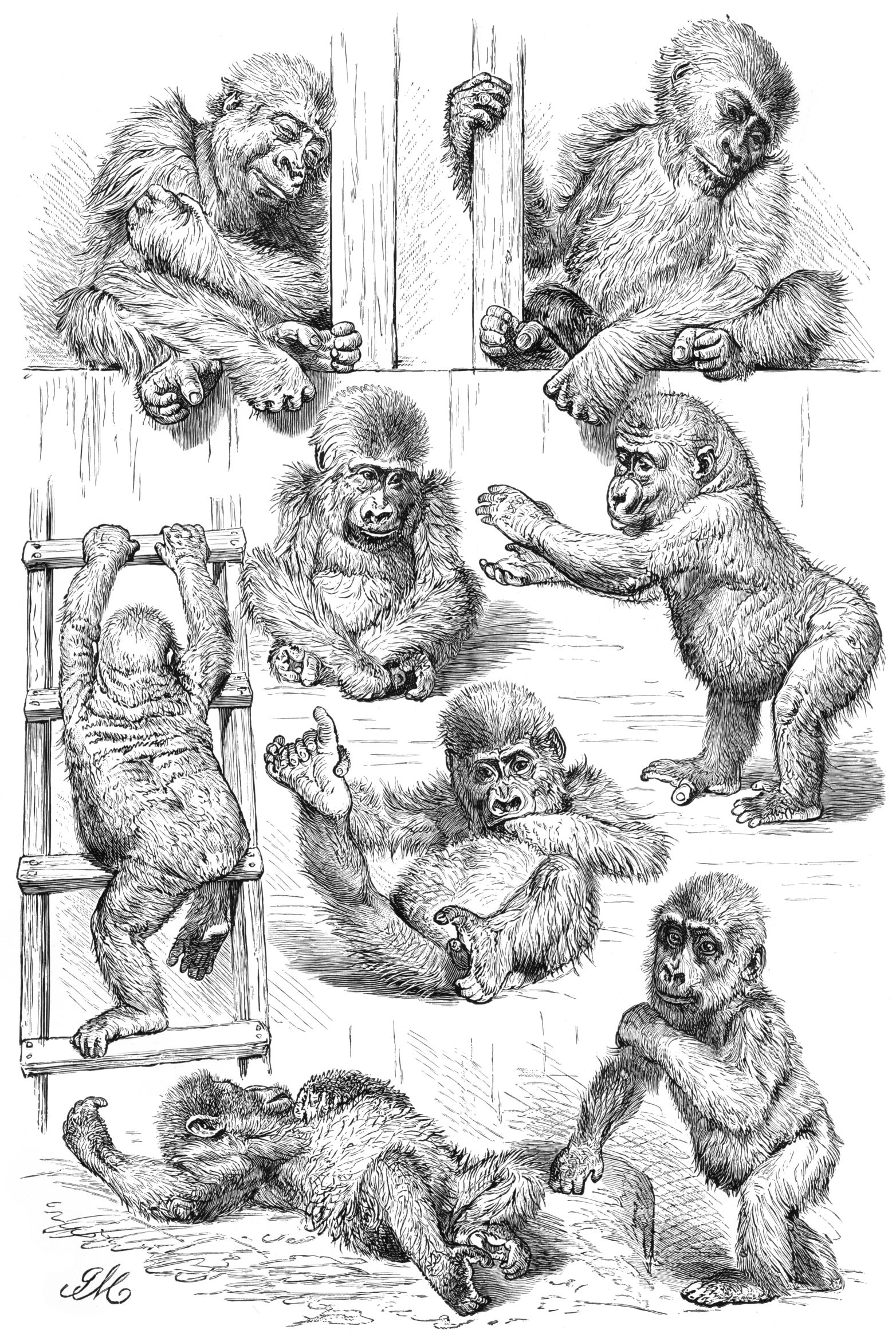